# Monument a la gent del mar
El Monument a la gent del mar està situat a la Punta, al municipi de l'Escala (Alt Empordà). Obra de l'escultor Josep Maria Simon, es va instal·lar el 1977. Dedicat a 'tots aquells que han fet possible la continuïtat de la vida marinera del nostre poble', el monument està compost de tres elements diferentes que evoquen la vida al mar: la vela llatina que dona forma al monument amb formigó, un bust d'un home de mar i una àncora. Els temporals i l'exposició a la salubritat del mar danyen els materials del monument, que cal reparar periòdicament.